# 小林俊彦 (漫画家)
小林 俊彦（こばやし としひこ、2月25日 - ）は、日本の漫画家。広島県三原市出身。九州産業大学卒業。血液型はA型。主に講談社『マガジンSPECIAL』(MS)で活動していた。代表作に『ぱすてる』など。

## 略歴
- 1987年（昭和62年） - アフタヌーン四季賞佳作受賞
- 1990年（平成2年） - 『星に願いを』で第18回ちばてつや賞・一般部門佳作を受賞
- 1991年（平成3年） - 『泣き虫毛虫』でミスターマガジン第1回コミック大賞入選受賞
- 1994年（平成6年） - 『ヴィレッジ』が『マガジンSPECIAL』に掲載されデビュー
- 1995年（平成7年） - 『ハーフコート』を『マガジンSPECIAL』で連載
- 2000年（平成12年） - 『ぱられる』を『マガジンSPECIAL』で連載
- 2002年（平成14年） - 『ぱすてる』を『週刊少年マガジン』で連載開始。翌年掲載誌を『マガジンSPECIAL』に移籍。2017年に完結[5]
- 2013年（平成25年） - 『セーラー服、ときどきエプロン』を『マンガボックス』で連載
- 2017年（平成29年） - 『ゾンビっ娘、アンの純潔』を『マガジンポケット』で連載[6]
- 2018年（平成30年） - 『青の島とねこ一匹』を『ヤングチャンピオン烈』で連載[7]

## 作品リスト

### 漫画

#### 連載作品
- ハーフコート：1995年 『マガジンSPECIAL』連載、全2巻
- ぱられる：2000年 - 2001年 『マガジンSPECIAL』連載、全4巻
- ぱすてる：2002年 - 2017年 『マガジンSPECIAL』連載、全44巻
- セーラー服、ときどきエプロン：2013年-2015年 『マンガボックス』連載、全4巻
- ゾンビっ娘、アンの純潔：2017年 『マガポケ』連載、単行本は電書バトにて「異人館へようこそ ゾンビっ娘、アンの純潔」というタイトルに変え刊行、全3巻
- 青の島とねこ一匹：2018年 - 『ヤングチャンピオン烈』連載、既刊11巻

#### 読切作品
- ヴィレッジ：『マガジンSPECIAL』1994年2号掲載
- キャンディーガールに花束を：『マガジンSPECIAL』2005年1号掲載、『ぱすてる』11巻に併録。
- あぷりこっとガール：『マガジンワンダー』2004年夏号、『ぱすてる』13巻に併録。
- ハッピーアイスクリーム：『マガジンSPECIAL』2009年6号掲載、『ぱすてる』24巻に併録。
- みかんの心：『MS』2009年6号掲載、『ぱすてる』25巻に併録。『ぱすてる』の番外編。
- 男はそれをガマンできない!!：『マガジンSPECIAL』2012年10号掲載[8]。
- セーラー服と監禁中。：『ヤングチャンピオン烈』2017年9号掲載。

### イラスト
- キッズ・スタッフシリーズ （著：ジョナサン・マーシュ、翻訳：芝原三千代）講談社〈YA!ENTERTAINMENT〉
  - キッズ・スタッフ 連続射殺犯を追え!：2004年1月
  - キッズ・スタッフ2 消えゆく影の怪人：2004年4月